# Castel Moos (Vizze)
Castel Moos (in tedesco Schloss Moos) è un castello medievale che si trova all'imbocco della Val di Vizze in Alto Adige.

## Storia
Il nucleo originale del castello risale al XIII secolo e si trattava di una casatorre controllata dai Trautson. In seguito passò ai Rottenburger, poi ai Wenzl e quindi ai Firmian.
Intorno al 1600 i proprietari di allora, la famiglia dei Geizkofler, lo restaurono profondamente dandogli l'aspetto attuale.
Dal 1657 al 1950 fu di dei signori di Sternbach che alla fine lo vendettero all'Associazione San Vincenzo (St. Vinzenz-Altenheim Schloss Moos), attuale proprietaria.
L'associazione lo ha trasformato in una casa di riposo.

## Descrizione
Il nucleo originale del castello, la torre, è ancora intatta anche se ormai inglobata su tre lati dal palazzo residenziale in stile rinascimentale. All'esterno, caratteristici sono gli ecker, le grate di ferro battuto alle finestre e i tetti alti.
Essendo una struttura privata il castello non è visitabile.